# Cygnus X-1

Representação artística do sistema Cygnus X-1

O sistema estelar Cygnus X-1 (abreviado Cyg X-1) é uma fonte de raio-X galáctica bem conhecida na constelação de Cisne. Foi descoberto em 1964 durante um lançamento de foguete e é uma das fontes de raio-X mais fortes vistas da Terra, produzindo um pico de fluxo de raio-X de 2,3×10−23 Wm−2Hz−1. Cygnus X-1 foi a primeira fonte de raio-X que foi aceita como sendo um candidato a buraco negro e pertence entre os objetos astronômicos mais estudados em sua classe. Estima-se que tenha uma massa de 8,7 vezes a massa solar e já se mostrou ser muito compacto para ser qualquer tipo de estrela normal ou outro objeto (por exemplo uma estrela de neutrons) além de um buraco negro. Se for este o caso, o raio do seu horizonte de eventos provavelmente tem 26 km.
Cygnus X-1 pertence a um sistema binária massiva de raio-X cerca de 6000 anos luz do Sol que inclui uma estrela variável supergigante azul chamada HDE 226868 que orbita a cerca de 0,2 UA, ou 20% da distância da Terra ao Sol. Um vento estelar da estrela fornece material para um disco de acreção em torno da origem de raio-X. A matéria no disco interno é aquecida a milhões de kelvin (K), gerando os raios-X observados. Um par de jatos, perpendiculares ao disco, arremessam parte do material que está caindo para o espaço interestelar.
Este sistema pode pertencer a uma associação estelar chamada Cygnus OB3, o que pode significa que Cygnus X-1 tenha cerca de 5 milhões de anos de idade e tenha se formado a partir de uma estrela progenitora que possuía mais de 40 massas solares. A maior parte da massa estelar foi perdida, provavelmente como vento estelar. Se esta estrela tivesse explodido como uma supernova, a força resultante provavelmente teria ejetado o resto do sistema. Portanto, a estrela pode ter provavelmente colapsado diretamente em um buraco negro.
Cygnus X-1 foi motivo de uma aposta científica amigável entre Stephen Hawking e Kip Thorne em 1974, com Hawking apostando que não se tratava de um buraco negro. Ele reconheceu que perdeu a aposta em 1990, depois de os dados observacionais fortalecerem a hipótese de haver uma singularidade gravitacional no sistema.

## Descoberta e observação
A observação de emissões de raio-X permite que os astrônomos estudem fenômenos celestiais envolvendo gás com temperaturas na ordem de milhões de kelvin. Entretanto, como as emissões de raio-X são bloqueadas pela atmosfera da Terra, a observação de fontes de raio-X celestes não é possível sem levar os instrumentos a altitudes onde os raios-X podem penetrar. Cygnus X-1 foi descoberto usando instrumentos de raio-X carregados por um foguete lançado em White Sands Missile Range no Novo México. Como parte de um projeto para mapear estas fontes, uma pesquisa foi conduzida em 1964 usando dois foguetes suborbitais Aerobee. Os foguetes carregavam contadores Geiger para medir a emissão em raio-X nos comprimentos de onda de 1–15  Å em uma seção de 8.4° do céu. Estes instrumentos examinaram o céu à medida que os foguetes giravam, produzindo um mapa de escaneamentos próximos.
Como resultado destas pesquisas, oito novas fontes de raios-X cósmicos foram descobertas, incluindo Cyg XR-1 (mais tarde renomeada para Cyg X-1) na constelação Cygnus. As coordenadas celestes desta fonte foram estimadas como sendo a ascensão reta 19h53m e declinação 34.6°. Não foi associada com nenhuma fonte proeminente de rádio ou luz naquela posição.
Percebendo a necessidade de estudos mais prolongados, em 1963 Riccardo Giacconi e Herb Gursky propuseram o primeiro satélite orbital para estudar fontes de raios-X. Em 1970, a Nasa lançou seu satélite Uhuru, que levou à descoberta de mais 300 novas fontes de raios-X. Observações estendidas e Cygnus X-1 pelo satélite Uhuru mostraram flutuações na intensidade do raio-X que ocorriam várias vezes por segundo. Esta variação rápida significava que a geração de energia deveria acontecer em uma região relativamente pequena de cerca de 105 km, já que a velocidade da luz restringe a comunicação entre regiões mais distante. Para uma comparação de tamanho, o diâmetro do Sol é de cerca de 1.4×106 km.
Em abril-maio de 1971, Luc Braes e George Miley, do Observatório Leiden, e de forma independente Robert M. Hjellming e Charles M. Wade, no National Radio Astronomy Observatory, detectaram emissões de rádio de Cygnus X-1, e o preciso posicionamento de rádio apontou que a fonte de raios-X como sendo a estrela AGK2 +35 1910 = HDE 226868. Na esfera celeste, esta estrela está a cerca de meio grau da estrela de 4ª magnitude Eta Cygni. Trata-se de uma estrela supergigante que é, por si mesma, incapaz de emitir as quantidades de raios-X observadas. Portanto, a estrela deve ter uma companheira que pode aquecer gases a temperatura de milhões de graus necessária para produzir a fonte de radiação de Cygnus X-1.

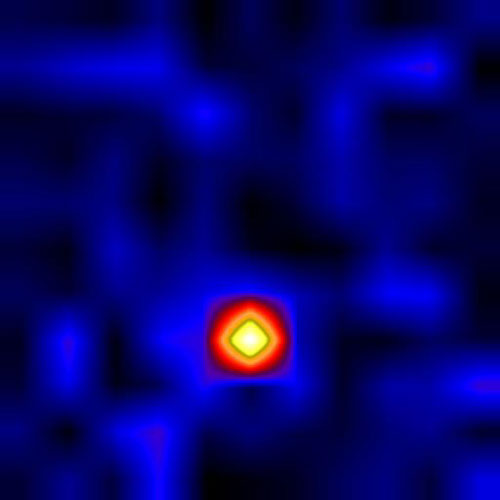
Esta imagem em raio-X de Cygnus X-1 foi feita por um telescópio alçado por balão, do projeto High Energy Replicated Optics (HERO). Imagem da NASA.

Louise Webster e Paul Murdin, no Observatório de Greenwich, e Charles Thomas Bolton, trabalhando de forma independente no Observatório David Dunlap, da Universidade de Toronto, anunciaram a descoberta de uma companheira oculta massiva a HDE 226868 em 1971. Medidas do efeito Doppler do espectro da estrela demonstraram a presença da companheira e permitiram a estimativa de sua massa a partir de parâmetros orbitais. Basedo na enorme massa predita para o objeto, eles concluíram que pode ser um buraco negro já que a maior estrela de nêutrons possíveis não pode exceder três vezes a massa do Sol.
Observações posteriores fortaleceram a evidência, no fim de 1973 a comunidade astronômica em geral aceitou que Cygnus X-1 provavelmente era um buraco negro. Medições mais precisas de Cygnus X-1 demonstraram variações até o milissegundo. Este intervalo é consistente com a turbulência em um disco de matéria em torno de um buraco negro—o disco de acreção. Disparos de raio-X que duram cerca de um terço de segundo estão de acordo com o intervalo de tempo esperado da matéria caindo em direção ao buraco negro.
Desde então Cygnus X-1 tem sido estudado extensivamente usando instrumentos em órbita e no solo. As similaridades entre as emissões de binárias de raio-X como HDE 226868/Cygnus X-1 e nuclei galácticos ativos sugerem um mecanismo comum de geração de energia envolvendo um buraco negro, um disco de acreção orbitando o mesmo e os jatos associados. Por este motivo, Cygnus X-1 está identificado em uma classe de objetos chamados microquasares; uma analogia dos quasares, ou fontes de rádio quasi-estelares, que agora já se sabe serem nuclei galácticos ativos distantes. Estudos científicos de sistemas binários como HDE 226868/Cygnus X-1 podem levar a um maior entendimento da mecânica de galáxias ativas.

## Sistema estelar
O objeto compacto e a estrela azul supergigante formam um sistema binário que orbita em torno de seu centro de massa a cada 5,599829 ± 0,000016 dias. Da perspectiva da Terra, o objeto compacto nunca fica atrás da outra estrela; em outras palavras, o sistema não eclipsa. Entretanto, a inclinação do plano orbital em relação ao ponto de vista da Terra permanece desconhecido, com predições variando entre 27-65º. Um estudo de 2007 estimou que a inclinação é de 48,0 ± 6,8°, o que pode significar que o semieixo maior é de cerca de 0,2 UA, ou 20% da distância da Terra ao Sol. Acredita-se que a excentricidade orbital seja de 0,06 ± 0,01; uma órbita quase circular. A distância da Terra a este sistema é de cerca de 2.000 parsecs (6.000 anos-luz), conforme medido pelo satélite Hipparcos, mas este valor tem um grau de incerteza relativamente grande
O sistema HDe 226868/Cygnus X-1 compartilha um movimento no espaço comum com uma associação de estrelas massivas chamadas Cyugnus) B3, que está localizada a cerca de 2.000 parsecs do Sol. Isto implica que a HDE 226868, Cygnus X-1 e sua associação OB pode ter se formado ao mesmo tempo e no mesmo local. Se for este o caso, então a idade do sistema é de cerca de 5 ± 1,5 milhões de anos. O movimento de HDE 226868 com respeito a Cygnus OB3 é 9 ± 3 km/s; um valor típico para movimento aleatório em uma associação estelar. HDE 226868 está a cerca de 60 parsecs do centro da associação, e pode ter atingido esta separação em cerca de 7 ± 2 milhões de anos-o que concorda com a idade estimada da associação.
Com uma latitude galáctica de 3 graus e longitude galáctica de 71 graus, este sistema está no mesmo Braço de Órion em que o Sol está localizado dentro da Via Láctea, próximo de onde este encontra o Braço de Sagitário. Cygnus X-1 tem sido descrito como pertencente ao Braço de Sagitário, mas a estrutura da Via Láctea ainda não está bem estabelecida.

### Objeto compacto
Existe alguma incerteza sobre a massa do objeto compacto. Modelos de evolução estelar sugerem uma massa de 20 ± 5 massas solares, enquanto outras técnicas resultaram em 10 massas solares. A medição da periodicidade das emissões de raio-X em torno do objeto deram um valor mais preciso de 8,7 ± 0,8 massas solares. Em todos os casos, o objeto é muito provavelmente um buraco negro. Um buraco negro é uma região do espaço com um campo gravitacional tão forte que impede que a radiação eletromagnética escape do seu interior. O limite desta região é chamada de horizonte de eventos e a superfície está a uma distância do centro chamada de raio de Schwarzschild, que é de cerca de 26 km para Cygnus X-1. Qualquer coisa (incluindo matéria e fótons) que passar por este limite é incapaz de escapar.
Há evidências de 1992 de um horizonte de eventos deste tipo detectado usando observações ultravioleta (UV) com o High Speed Photometer no telescópio espacial Hubble. À medida que porções de matéria luminescentes se movem em espiral em torno e em direção do buraco negro, a radiação será emitida em uma série de pulsos que estão sujeitos a um desvio gravitacional para o vermelho conforme o material se aproxima do horizonte. Ou seja, os comprimentos de onda da radiação irão crescer, conforme previsto pela Relatividade Geral. Quando a matéria atinje o objeto sólido e compato ela emite um pulso final de energia, que o material que passa por um horizonte de eventos não faz. Dois destes "trens de pulso moribundos" foram observados, o que é consistente com a exist~encia de um buraco negro.
O observatório espacial de raios-X Chandra foi usado para medir a assinatura espectral dos átomos de ferro orbitando próximos ao objeto. Um buraco negro que apresente rotação arrasta o espaço em seu entorno, o que permite que os átomos orbitem mais próximo ao horizonte de eventos. No caso de Cygnus X-1, nenhum dos átomos foi encontrado orbitando mais próximo que 160 km. Portanto, se este objeto for um buraco negro, então seus dados mostram que ele não está girando em nenhum grau significativo.

#### Formação
A maior estrela na associação Cygnus OB3 possui uma massa equivalente a 40 vezes a massa do Sol. Como as estrelas mais massivas evoluem mais rapidamente, isto implica que a estrela progenitora de Cygnus X-1 possuía mais de 40 massas solares. Dada a massa estimada atual para o buraco negro, a estrela progenitora deve ter perdida mais de 30 massas solares de material. Parte desta massa pode ter sido perdida par HDE 226868, enquanto o restant muito rovavelmente foi expelida por um forte vento solar. O enriquecimento de hélio na atmosfera exterior de HDE 226868 pode ser a evidência desta transferência de massa. Possivelmente a estrela progenitora pode ter evoluído para uma estrela Wolf-Rayet, que ejeta uma proporção substancial de sua atmosfera usando um poderoso vento estelar.
Se a estrela progenitora tivesse explodido como uma supernova, então as observações de objetos similares mostram que os restos da mesma provavelmente seriam ejetados do sistema a uma velocidade relativamente alta. Como o objeto permaneceu em órbita, isto indica que a progenitora pode ter colapsado diretamente em um buraco negro sem explodir (ou pelo menos produzido apenas uma explosão relativamente modesta).

#### Disco de acreção

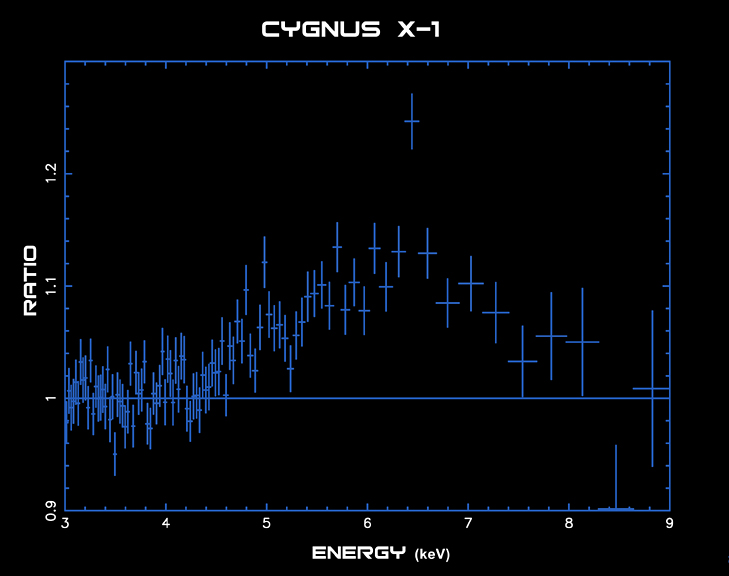
Um espectro de raio-X do Chandra de Cygnus X-1 mostrando um pico característico próximo de 6,4 keV devido a ferro ionizado no disco de acreção, mas o pico sofreu desvio para o vermelho gravitacional, alargado pelo efeito Doppler, e torcido para energias mais baixas.

Acredita-se que o objeto compacto seja orbitado por um disco fino e chato de matéria em acreção, conhecido como disco de acreção. Este disco é intensamente aquecido pela fricção entre gás ionizado em órbitas internas mais rápidas, e o gás das órbitas exteriores mais lentas. Ele é dividido em uma região interna quente com um nível relativamente alto de ionização - formando um plasma-e uma região externa menos ionizada, mais fria, que se estende até um raio estimado de 500 vezes o raio de Schwarzschild, ou cerca de 15.000 km.
Apesar de muito variável, Cygnus X-1 é tipicamente a mais brilhante fonte persistente de raios-X duros-aqueles com energias a partir de 30 a várias centenas de keV-no céu. Os raios-X são produzidos como fótons de baixa energia no fino disco de acreção, e então recebem mais energia através do espalhamento Compton com elétrons a temperaturas mais altas em uma corona geometricamente grossa, mas praticamente transparente, envolvendo-a, bem como por refleções posteriores da superfície do disco fino. Uma possibilidade alternativa é que os raios-X possam ter sofrido espalhamento Compton pela base do jato em vez da corona do disco.
A emissão de raio-X de Cygnus X-1 pode variar em um padrão quase repetitivo chamado oscilações quase-periódicas (OQP). A massa do objeto compacto parece determinar a distância em que o plasma circundante ocmeça a emitir estas OQPs, com o raio de emissão diminuindo quando a massa diminui. Esta técnica tem sido usada para estimar a massa de Cygnus X-1, fornecendo uma verificação cruzada com outras derivações de massa.
Pulsações com um período estável, similar aquelas resultantes da rotação de uma estrela de neutrons nunca foram vistas de Cygnus X-1. As pulsações de estrelas de nêutrons são causadas pelo campo magnético da estrela de nêutrons e o teorema da calvície garantem que buracos negros não possuem polos magnéticos. Por exemplo, pensava-se que a binária de raio-X V0332 + 53 fosse um possível buraco negro até que as pulsações foram encontradas. Cygnus X-1 também nunca apresentou pulsos de raio-X similares aos vistos em estrelas de nêutrons.
Cygnus X-1 muda de uma forma imprevisível entre dois estados de raio-X, apesar dos raio-X poderem variar continuamente entre estes dois estados. No estado mais comum, os raios-X são "duros", o que significa que a maior parte deles possui alta energia. No estado menos comum, os raios-X são "moles", com a maior parte deles apresentando baixa energia. O stado mole também apresenta grande variabilidade. Acredita-se que o estado duro origine-se em uma corona em torno da parte interna do disco de acreção mais opaco. O estado mole ocorre quando o disco chega perto do objeto compacto (possivelmente a 150 km), acompanhado pelo resfriamento ou ejeção da corona. Quando uma nova corona é gerada, Cygnus X-1 entra em transição de volta ao estado duro.
O fluxo de raio-X de Cygnus X-1 varia periodicamente a cada 5,6 dias, especialmente durante a conjunção superior quando os objetos em órbita estão mais alinhados com a Terra e a fonte compacta é o objeto mais distante. Isto indica que as emissões são parcialmente bloqueadas pela matéria circumstelar, que pode ser ser o vento estelar de HDe 226868. Existe uma periodicidade aproximada de 300 dias na emissão que pode ser causada pela precessão do disco de acreção.

#### Jatos
Conforme a matéria do disco de acreção cai em direção ao objeto compacto, ela perde sua energia potencial gravitacional. Parte desta energia é dissipada pelos jatos de partículs, alinhados na perpendicular ao disco de acreção, que afastam-se com velocidades relativísticas. (Ou seja, as partículas estão se movendo a uma fração significante da velocidade da luz). Este par de jatos fornece uma maneira para o disco de acreção perder o excesso de energia e momento angular. Eles podem ser criados por campos magnéticos dentro do gás que cerca o objeto compacto.
Os jatos de Cygnus X-1 são radiadores ineficientes e assim eles só liberam uma porção pequena da sua energia no espectro eletromagnético. Ou seja, eles parecem "escuros". O ângulo estimado dos jatos com a linha de visada é de 30º e eles podem estar sofrendo precessão. um dos jatos está colidindo com uma parte relativamente densa do meio interestelar (ISM), formando um anel energizado que pode ser detectado por sua emissão de rádio. Esta colisão parece estar formando uma nebulosa que foi observada na faixa visível. Para produzir esta nebulosa, o jato deve ter uma potência média de (4–14)×1036 erg/s, ou (9 ± 5)×1029 watts.. Esta potência é mais de 1.000 vezes a potência emitida pelo Sol. Não há um anel correspondente na direção oposta por que aquele jato está encontrando uma região de menor densidade o ISM.
Em 2006, Cygnus X-1 tornou-se o primeiro candidato a buraco negro com massa estelar que apresentou evidências de emissão de raios gama na banda de energias muito altas, acima de 100 GeV. O sinal foi observado ao mesmo tempo que um pulso de raios-X duros, sugerindo uma ligação entre os eventos. O pulso de raio-X pode ter sido produzido na base do jato enqunto o raio gama pode ter sido gerando onde o jato interage com o vento estelar de HDe 226868.

### HDE 226868

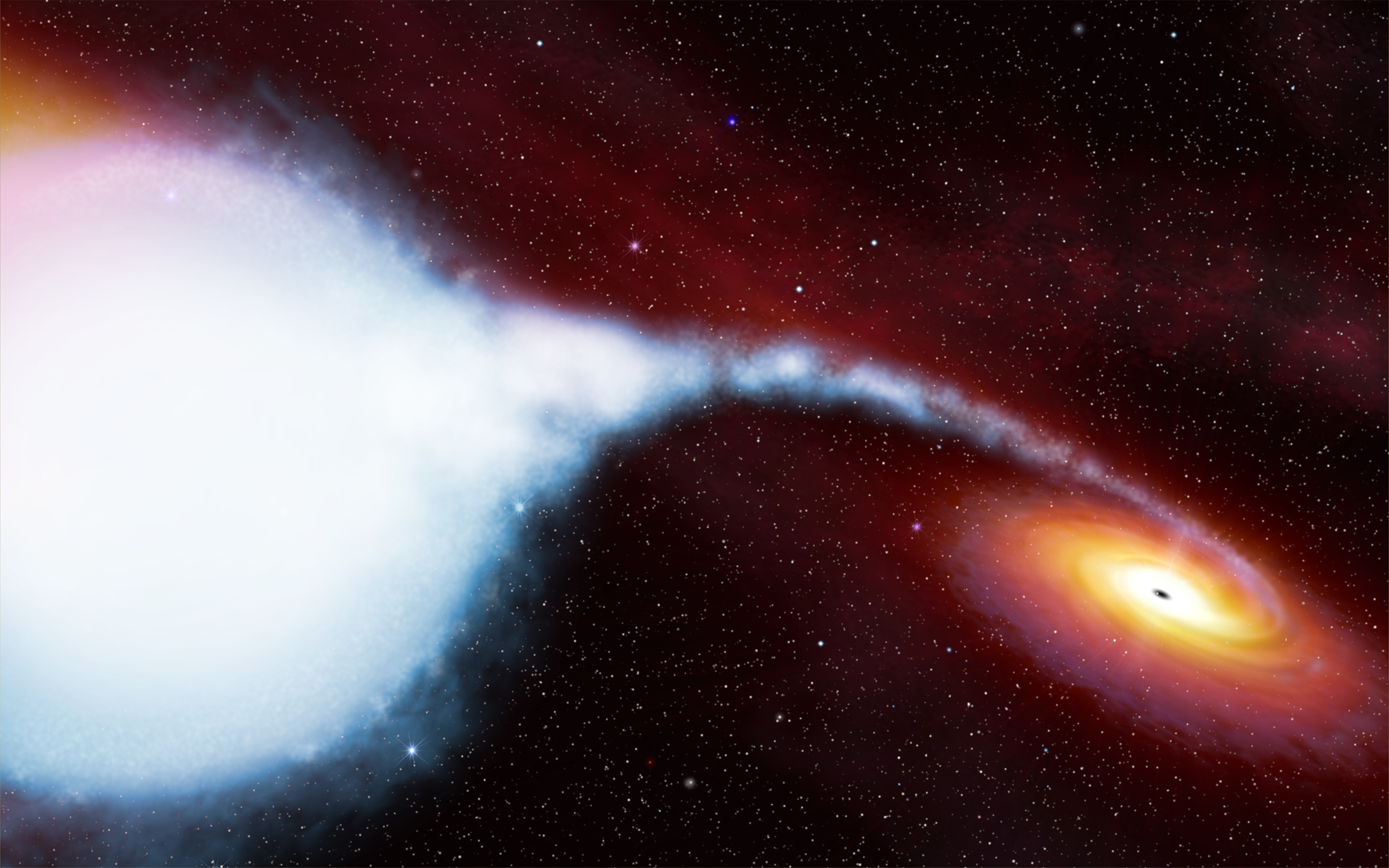
Concepção artística do sistema binário HDE 226868–Cygnus X-1. Ilustração ESA/Hubble.

HDE 226868 é uma estrela supergigante, com uma classe espectral de O9,7 Iab, que está no limite entre estrelas classe O e classe B. Ela possui uma temperatura superficial estimada de 31.000 kelvin e uma massa aproximada de 20-40 vezes a massa do Sol. Baseado nos modelos de evolução de estrelas, na distância estimada de 2.000 parsecs esta estrela pode ter um raio igual a cerca de 20-22 vezes o raio solar e tem 300.000-400.000 vezes a luminosidade do Sol. Para comparação, estima-se que o objeto compacto esteja orbitando HDe 226868 a uma distância de cerca de 40 raios solares, ou duas vezes o raio desta estrela.
A superfície da HDe 226868 está sendo distorcida pelas forças de maré da gravidade de sua companheira massiva, criando uma forma de gota que é distorcida pela rotação. Isto faz com que o brilho óptico da estrela varie por 0,06 magnitudes duarante cada órbita de 5,6 dias, com a magnitude mínima ocorrendo quando o sistema está alinhado com a linha de visão. O padrão "elipsoidal" das variações da luz resulta do escurecimento do braço e do escurecimento gravitacional da superfície da estrela.
Quando o espectro de HDE 226868 é comparado com o de uma estrela semelhante, Epsilon Orionis, ela apresenta uma superabundância de hélio e uma falta de carbono em sua atmosfera. As linhas espectrais ultravioleta e alfa hidrogênio de HDE 226868 apresentam perfis similares aos da estrela P Cygni, que indica que a estrela está cercada por um envelope de gases que está sendo acelerado para longe da estrela a velocidades de cerca de 1.500 quilômetros por segundo.
Como outras estrelas do mesmo tipo espectral, acredita-se que HDE 226868 esteja perdendo massa em um vento estelar a uma taxa estimada de 2,5×10−6 massas solares por ano. Isto equivale a perder uma massa igual ao Sol a cada 400.000 anos. A influência gravitacional do objeto compato parece estar redesenhando o vento estelar, produzindo uma geometria de vento focada em vez de um vento esfericamente simétrico. Raios-X da região que cerca o objeto compacto aquecem e ionizam este vento estelar. Conforme o objeto move-se por diferente regiões do vento solar durante sua órbita de 5,6 dias, as linhas UV, a emissão de rádio, e os próprios raios-X variam.
O lóbulo de Roche de HDE 226868 define a região do espaço em torno da estrela onde o material em órbita permanece ligado gravitacionalmente. O material que passa além deste lóbulo pode cair em direção à companheira em órbita. Acredita-se que o lóbulo de Roche neste caso esteja bem perto da superfície de HDE 226868 mas não esteja transbordando, assim o material da superfície estelar não está sendo arrancado por sua companheira. Entretanto, uma porção significante do vento estelar emitido pela estrela está sendo conduzido ao disco de acreção do objeto compacto após passar além deste lóbulo.
O gás e poeira que existe entre o Sol e HDE 226868 resulta em uma redução na magnitude aparente da estrela bem como em um avermelhamento da luz-a luz vermelha pode penetrar mais efetivamente a poeira no meio interestelar. O valor estimado da extinção interestelar (AV) é 3,3 magnitudes. Sem a matéria interveniente, HDE 226868 seria uma etrela de quinta magnitude e seria visível a olho nu.

## Stephen Hawking e Kip Thorne
Cygnus X-1 foi objeto de uma aposta entre os físicos Stephen Hawking e Kip Thorne, em que Hawking apostou contra a existência de buracos negros na região. Hawking mais tarde descreveu a aposta como um tipo de "apólice de seguro". Ele escreveu no livro Uma Breve História do Tempo, 
| “ | This was a form of insurance policy for me. I have done a lot of work on black holes, and it would all be wasted if it turned out that black holes do not exist. But in that case, I would have the consolation of winning my bet, which would win me four years of the magazine Private Eye. If black holes do exist, Kip will get one year of Penthouse. When we made the bet in 1975, we were 80% certain that Cygnus was a black hole. By now, I would say that we are about 95% certain, but the bet has yet to be settled. | ” |

De acordo com a edição atualizada de 10° aniversário de Uma Breve História do Tempo, Hawking entendeu que havia perdido a aposta ("para indignação da esposa de Kip") devido a dados observacionais que apareceram mais tarde, em favor dos buracos negros. Em seu próprio livro, Black Holes and Time Warps, Thorne aponta que Hawking reconheceu a derrota invadindo o escritório de Thorne enquanto ele estava na Rússia, encontrando o quadro com a aposta, e assinando a mesma.